# JCAユースクワイア
JCAユースクワイアは、全日本合唱連盟が主宰する若手合唱指揮者・合唱人育成事業、またはその事業に基づいて編成される混声合唱団。

## 略歴
合唱団の前身は、松原千振が主宰して2001年（平成13年）から2010年（平成22年）まで活動したジャパンユース合唱団（JYC）である。JYCは、世界青少年合唱団（WYC）やアジアユース合唱団（AYC）を経験した若手メンバーを中心に「国際的な合唱団」を目指して、全国各地からメンバーが集まって結成された。JYCは立ち位置としては松原らの自主活動であり日本代表合唱団ではないものの、世界各国で結成されているナショナルユースクワイアが将来の合唱指導者を養成しているのに倣って若手育成に取り組み、メンバー内から数々の合唱指揮者、作曲家等を輩出した。
JYCの活動休止に伴い、若手育成事業を全日本合唱連盟（JCA）が事実上引き継ぐこととなり、精神、体制等をWYCに範を置きJCAユースクワイアが結成されることとなった。当初は2011年（平成23年）の開始を目指していたが、東日本大震災のため1年遅れて2012年（平成24年）から開始された。JCAユースは事実上の日本代表合唱団としての位置付けも有していて、2019年（令和元年）にはスペイン・トロサ国際合唱コンクールに招待され出場した。

## 体制
全国各地の若手合唱人が5日間のコーラスキャンプに集まり、最終日にコンサートを行う。日本の若者に国際的な音楽体験をしてもらうため、指揮者は世界で活躍する海外の講師を招く。メンバーは毎年オーディションで選ばれる。指揮者と合唱団員の橋渡しをするアシスタントコンダクターが置かれる。

### オーディション・選考
合唱団員
募集人数は40人で、応募資格は16歳から28歳までの日本国籍を有する男女であるが、2019年の第8回ではアジア、パシフィック地域への団員募集を行い、日本国籍を有しない団員が5名参加した。
オーディションを申し込む者は、課題曲及び声域の録音を合唱歴を記した履歴書に添えて送る。運営委員会が審査し、地域、パートのバランスを考慮して選考する。
アシスタントコンダクター
募集人数は1～2名で、応募資格は25歳から35歳までの男女で、自薦他薦を問わない。指揮者と英語でコミュニケーションがとれることが必須である。応募資格を満たす限り、合唱団員と重複応募も可能である。
選考を申し込む者は、履歴書、音楽活動実績経歴書、志望動機を送る。運営委員会が書類審査で選考する。

## 開催

### 日本国内
| 回数（開催年） | 招聘指揮者                         | 開催都市   | 備考                                     |
| -------------- | ---------------------------------- | ---------- | ---------------------------------------- |
| 第1回（2011）  | フレッド・ショーベリ               | 東京       | 東日本大震災により中止                   |
| 第1回（2012）  | フレッド・ショーベリ               | 東京       |                                          |
| 第2回（2013）  | ヴェルナー・プファフ               | 富山       |                                          |
| 第3回（2014）  | カリ・トゥルネン                   | 津         |                                          |
| 第4回（2015）  | マリア・ギナンド                   | 山梨・東京 |                                          |
| 第5回（2016）  | ロバート・スント                   | 福島       |                                          |
| 第6回（2017）  | ジェームズ・バートン （指揮者）    | 埼玉       |                                          |
| 第7回（2018）  | ヴィタウタス・ミシュキニス         | 島根       |                                          |
| 第8回（2019）  | ディーター・ワーグナー             | 山梨・東京 |                                          |
| 第9回（2020）  | ナイジェル・ショート               | 長崎       | 新型コロナウイルス感染症により中止       |
| 第10回（2021） | ジュゼップ・ビラ・イ・カザーニャス | 埼玉       | 新型コロナウイルス感染症により延期       |
| 第10回（2021） | 松村努                             | 山梨       | 新型コロナウイルス感染症により中止       |
| 第11回（2022） | エリクス・エセンヴァルズ→ 松原千振 | 長崎       | 新型コロナウイルス感染症により指揮者変更 |
| 第12回（2023） | テオドーラ・パブロヴィチ           | 姫路       |                                          |
| 第13回（2024） | マリア・ゴウンドリーナ             | 盛岡       |                                          |
| 第14回（2025） | ジュゼップ・ビラ・イ・カザーニャス | 横浜       |                                          |
| 第15回（2026） | アヴィップ・プリアトナ             | 倉敷       |                                          |

### 国外
- トロサ演奏旅行（2019）：指揮、ロバート・スント。第51回トロサ国際合唱コンクールに出場し、総合2位・バスクソング最優秀演奏賞等を受賞。